# Défano Holwijn
Défano Stefano Holwijn (Amsterdam, 15 augustus 1992) is een Nederlands youtuber, rapper en acteur.

## Loopbaan
Holwijn groeide op in de G-buurt rondom Ganzenhoef, Amsterdam-Zuidoost en woont daar in 2021 nog steeds. Het gezin bestond uit moeder met bipolaire stoornis, stiefvader met psychoses, twee zussen en broer. Hij ging vanaf 2003 naar school op het Hervormd Lyceum Zuid waar hij zich niet thuis voelde; hij maakte de middelbare school in 2008 af op Scholengemeenschap Reigersbos. Al in 2013 was hij best bekeken Nederlandse vlogger op Keek. Er volgde een kortstondige opleiding (half jaar) aan de School voor de Journalistiek (2013).
Holwijns YouTubekanaal kreeg populariteit toen hij eind 2015 begon met de humoristische quiz #WatWeetJij. Hij verzorgde in 2017-2018 de straatinterviews bij het programma RTL Late Night. In 2017 kreeg hij de aanmoedigingsprijs van het Algemeen Dagblad. Hij was van 2016 tot 2017 een vaste reporter bij Rauwkost, een jeugdprogramma op YouTube van de NTR. Hij acteerde in drie films, 100% Coco, Misfit en Misfit 2.
Van 2015 tot en met 2019 presenteerde Holwijn het jaarlijkse VEED Festival, waar prijzen worden uitgereikt aan youtubers. Het evenement is te vergelijken met het Gouden Televizier-Ring Gala.
Eind 2017 bracht Holwijn in samenwerking met DJ DYLVN, Zefanio en Caza de single Even dansen uit.
Van 2019 tot en met 2020 was Holwijn te zien als een van de 100-koppige jury in het televisieprogramma All Together Now. Tevens was hij van 2019 tot en met 2020 te zien als teamleider in het AVROTROS-programma Britt's Beestenbende.
In 2021 was Holwijn een van de deelnemers van het 21e seizoen van het RTL 4-programma Expeditie Robinson, om medische redenen verliet hij als tiende deelnemer de expeditie en eindigde daarmee op de zeventiende plaats.
In december 2021 deed Holwijn mee aan het online-programma Het Jachtseizoen van StukTV, waarin hij na 3 uur en 11 minuten werd gepakt.
In 2022 sprak Holwijn de Nederlandse stem in van Ace the Bat-Hound voor de film DC League of Super-Pets, die in de originele versie werd ingesproken door Kevin Hart. Tevens deed hij datzelfde jaar mee aan het televisieprogramma Weet Ik Veel.
In 2023 nam Holwijn deel aan The Interior Project VIPS, te zien op RTL 4. Holwijn viel hierbij als eerste af.
In 2025 vertolkte Holwijn de rol van Petrus in The Passion.

## Privé
Holwijn woont samen en heeft een dochter.

## Filmografie

### Film
- 2017: 100% Coco, als Défano
- 2017: Misfit, als Ricardo
- 2018: Elvy's Wereld: So Ibiza, als Max
- 2019: Misfit 2, als Ricardo
- 2019: F*ck de Liefde, als Johnny
- 2021: Meskina, als presentator
- 2022: F*ck de Liefde 2, als Johnny
- 2025: Straatcoaches vs Aliens, als Rogier

### Televisie

#### Als presentator / jurylid
- 2017-2018: RTL Late Night, als straatreporter
- 2019-2020: All Together Now, als jurylid
- 2019-2020: Britt's Beestenbende, als teamleider
- 2022-2023: KULT, als presentator
- 2025: Date On Stage, als presentator

#### Als deelnemer
- 2021: Expeditie Robinson, eindigde op de zeventiende plaats
- 2022: Weet Ik Veel
- 2023: The Interior Project VIPS, eindigde op de laatste plaats
- 2025: Dream School, als gastdocent

## Discografie

### Singles
| Jaar | Act                                                           | Nummer              | Vlag van Nederland | Vlag van Nederland |
| Jaar | Act                                                           | Nummer              | 100                | weken              |
| ---- | ------------------------------------------------------------- | ------------------- | ------------------ | ------------------ |
| 2016 | Défano Holwijn met Jhorrmountain, Kevcody, Dopebwoy en Rewind | Blauwdruk Boothcamp | tip22              | 2                  |
| 2017 | Défano Holwijn met DJ DYLVN, Caza en Zefanio                  | Even dansen         | tip13              | 1                  |
| 2018 | Défano Holwijn met Jasha Rudge                                | Solo                | -                  | -                  |
| 2018 | Défano Holwijn met Jasha Rudge en Makkie                      | Even gefocust       | -                  | -                  |
| 2019 | Défano Holwijn met Hosai                                      | Babyfever           | 85                 | 1                  |
| 2020 | Défano Holwijn met Shennumbanine                              | Ringmntel           | 58                 | 1                  |
| 2020 | Défano Holwijn met Ismo                                       | Mute                | 98                 | 1                  |
| 2020 | Défano Holwijn met Henkie T                                   | Every Season        | tip24              | 1                  |
| 2020 | Défano Holwijn met The Blockparty, Young Ellens en Mensa      | Ringmntel (remix)   | tip17              | 1                  |
| 2021 | Défano Holwijn met Yssi SB                                    | Zware Chain         | tip2               | 1                  |

## Prijzen
- 2017: VEED Award in de categorie AD Journalistieke Aanmoedigingsprijs 2017.[9] De prijs van € 10.000 investeerde hij in nieuwe producties.
- 2021: FunX Music Award in de categorie Power Award voor zijn Instagram-livestreamshow FC Avondklok. Met dit programma haalde hij onder meer €50.000 op voor Souf, die lijdt aan de zeldzame ziekte SCA-Type 2.[10]
- 2022: #Video Award in de categorie Beste Livestream met zijn Instagram-livestreamshow FC Avondklok.[11]